# DR-Baureihe VT 133.5
In den Nummernbereich 133 501ff ordnete die Deutsche Reichsbahn die ab dem 1. April 1949 übernommenen zweiachsigen Triebwagen ohne Zug- und Stoßvorrichtung (Schienenomnibusse) der nichtreichsbahneigenen Eisenbahnen des öffentlichen Verkehrs in der sowjetischen Besatzungszone bzw. der DDR ein. Das Nummernschema trat zum 1. Januar 1950 in Kraft.
| DR-Betriebsnummer | urspr. Betriebsnummer            | Bemerkung |
| ----------------- | -------------------------------- | --- |
| VT 133 501–503    | OHE T 1 bis T 3                  | ursprünglich BVG 8001 bis 8003                                                                                            |
| VT 133 504        | HBE T 1                          | Schienenbus Waggonfabrik Uerdingen genannt Silbervogel                                                                    |
| VT 133 505        | Bleckeder Kreisbahn T 1          | später Boizenburger Stadt- und Hafenbahn VT 1, Wismarer Schienenbus                                                       |
| VT 133 506–507    | NLE 1021 und 1022                | Wismarer Schienenbus |
| VT 133 508        | Bahnstrecke Bebitz–Alsleben T 1  | 1949 fälschlicherweise bezeichnet, 1952 als VT 135 549 umgezeichnet                                                       |
| VT 133 509–510    | KMTE 1 und 2                     | ursprünglich fälschlich als 135 509–510, Wismarer Schienenbus                                                             |
| VT 133 511        | GHWE T9                          | ehemals BVG-Omnibus |
| VT 133 512        | Kreisbahn Schönermark–Damme T 01 | Umzeichnung aus VT 135 513                                                                                                |
| VT 133 513–514    |                                  | Umbau aus VT 135 501 und 502 Eberswalde-Finowfurter Eisenbahn Nr. 121 und 122, Wismarer Schienenbus                       |
| VT 133 515        | Prenzlauer Kreisbahn T 503       | ursprünglich Prenzlauer Kreisbahn T 5032, Wismarer Schienenbus, von 1949 bis 1952 fälschlicherweise VT 135 542 bezeichnet |
| VT 133 516        | Prenzlauer Kreisbahnen T 02      | Umzeichnung aus VT 135 545                                                                                                |
| VT 133 521        | GMWE T1                          | 1000 mm Spurweite |
| VT 133 522        | GHE T 1                          | 1000 mm Spurweite |
| VT 133 523        | Spreewaldbahn 501                | 1000 mm Spurweite |
| VT 133 524–525    | PKKB Nr. 701 und 702             | 750 mm Spurweite, Wismarer Schienenbus                                                                                    |